# International Soccer League

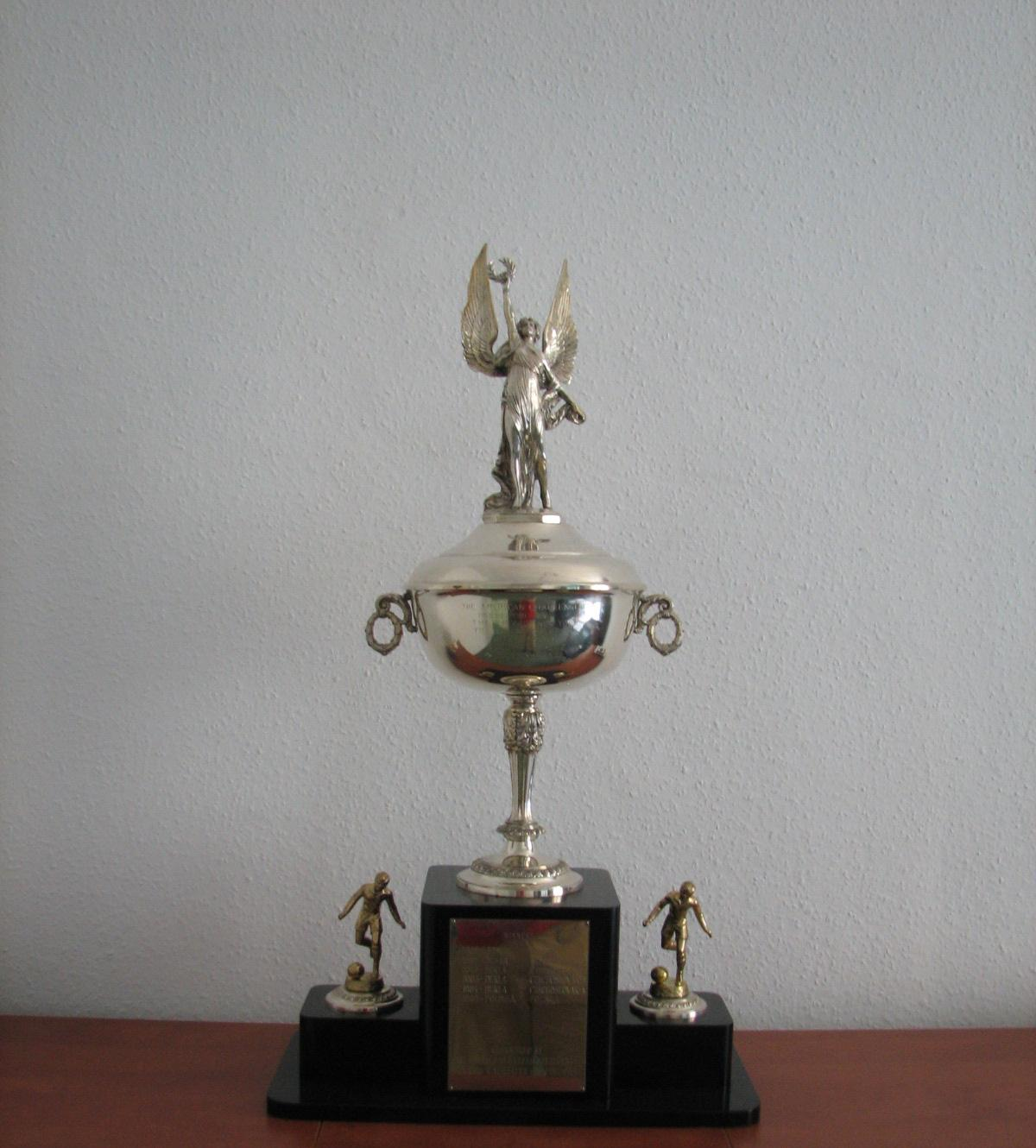
Puchar Ameryki zdobyty przez Polonię Bytom

International Soccer League (Interliga, Puchar Ameryki) były to amerykańskie piłkarskie rozgrywki ligowe, w których uczestniczyły drużyny europejskie. Uformowane zostały w 1960 roku, a ostatni raz rozegrano je w 1965.

## Zwycięzcy Ligi
- 1960  Bangu AC
- 1961  Dukla Praga
- 1962  America Rio de Janeiro
- 1963  West Ham United
- 1964  Zagłębie Sosnowiec
- 1965  Polonia Bytom

## Puchar Ameryki
W 1962 ISL zainicjowała rozgrywanie dwumeczu, w którym brał udział zdobywca pucharu z poprzedniego roku, oraz aktualny posiadacz tego trofeum. Dukla Praga wygrała Interligę w roku 1961 i spotkała się ze zwycięzcą edycji 1962, America Rio de Janeiro. Dukla zdobywała Puchar Ameryki jeszcze dwukrotnie, a w ostatnim sezonie rozgrywek została pokonana przez Polonię Bytom wynikiem 2:0 i 1:1.